# Chivu Stoica
Chivu Stoica, (el apellido es Chivu;) (8 de agosto de 1908 - 18 de febrero de 1975) fue un político rumano y uno de los destacados líderes del Partido Comunista Rumano, así como primer ministro y presidente del Consejo de Estado de la República Socialista de Rumania entre los años 1965 y 1967.

## Biografía
Stoica nació en Smeeni, condado de Buzău, sexto hijo de un labrador. A los 12 años, tras 5 años de escuela primaria, se marchó de casa y empezó a trabajar como aprendiz en Căile Ferate Române, la empresa estatal de ferrocarriles. En 1921, se trasladó a Bucarest, donde trabajó como calderero en las empresas Vulcan, Lemaître y Malaxa. Se afilió al Partido Nacional Campesino (PNȚ), desempeñando el cargo de secretario del Sector Azul de Bucarest hasta 1929. En la fábrica Malaxa conoció a Gheorghe Vasilichi, quien lo reclutó para el Partido Comunista (PCR) en 1931.

## Trayectoria
En la primavera de 1931, Stoica empezó a trabajar en los astilleros ferroviarios de Grivița, donde conoció a Gheorghe Gheorghiu-Dej, Vasile Luca y Constantin Doncea; juntos, empezaron a organizar una huelga. El 20 de agosto de 1934, fue detenido y posteriormente condenado a 15 años de prisión por su papel en la Huelga de Grivița de 1933. Pasó tiempo en las prisiones de Aiud, Doftana, Târgu Ocna, Văcărești, y Caransebeș. En 1935-1936 estuvo en la prisión de Ocnele Mari, junto con Gheorghiu-Dej. En 1940, su condena fue reducida a nueve años de trabajos forzados. Más tarde, el Consejo de Guerra del I Cuerpo de Ejército lo indultó, pero fue internado en el campo de Târgu Jiu. En el campo de internamiento, estuvo cerca de Gheorghiu-Dej, quien podría haber querido que Stoica fuera su sucesor como Secretario General del PCR.
Fue miembro del Comité Central del Partido Obrero Rumano de 1945 a 1975, y miembro del politburó. Fue primer ministro de Rumanía entre 1955 y 1961 y Presidente de la República Popular de Rumanía (jefe de Estado de facto) de 1965 a 1967.
Stoica fue condecorado con la Orden de la Corona de Rumania en el rango de Gran Oficial (1947), la Orden de la Estrella de la República Popular Rumana, 1.ª clase (1948, 1958), la Orden del Trabajo, 1.ª clase (1959), el título de Héroe del Trabajo Socialista y la Medalla de Oro de la Hoz y el Martillo (1958), la Orden del 23 de Agosto, 1.ª clase (1959), la Orden Tudor Vladimirescu, 1.ª clase (1966), y el título de Héroe de la República Socialista de Rumania (1973).
En los años posteriores al nombramiento de Nicolae Ceaușescu el año 1967 como presidente rumano, Stoica fue apartado del poder en favor de éste y su mujer Elena. 

## Muerte
Aquejado de sífilis terciaria, falleció a los 66 años en su residencia del exclusivo barrio Primăverii de Bucarest. Murió en febrero del año 1975 como consecuencia de una herida que se hizo en la cabeza, por un Holland & Holland (rifle de caza), cuando estaba de cacería en los alrededores de Bucarest, a pesar de que se corrió el rumor que había sido un suicidio, aunque las dudas al respeto permanecen hoy en día.

## Familia
Stoica tuvo tres esposas. Con la primera tuvo una hija, Cornelia. Su segunda esposa fue Ecaterina Micu-Chivu (de soltera Klein), una activista comunista que trabajó después de 1947 para el Ministerio de Asuntos Exteriores, el Instituto Rumano– Instituto Soviético y la Cruz Roja rumana, y fue profesora de la Universidad Politécnica de Bucarest hasta 1955. La pareja tuvo una hija, Ana; también adoptaron un hijo, pero más tarde revocaron la adopción. His third wife was Maria Chivu (née Manolescu), an engineer and a party and union activist.